# Law & Order: UK (seizoen 8)
Dit artikel vat het achtste en laatste seizoen van Law & Order: UK samen. Dit seizoen liep van 12 maart 2014 tot en met 11 juni 2014 en bevatte acht afleveringen.

## Hoofdrollen
- Bradley Walsh – rechercheur Ronnie Brooks
- Doc Brown – rechercheur Joe Hawkins
- Paterson Joseph – hoofd recherche Wes Leyton
- Georgia Taylor – hulpofficier van justitie Kate Barker
- Dominic Rowan – eerste hulpofficier van justitie Jacob Thorne
- Peter Davison – officier van justitie Henry Sharpe

## Terugkerende rollen
- Nicola Sanderson – forensisch onderzoeker Joy Ackroyd
- Alexander Perkins – forensisch onderzoeker Pete
- Jessica Gunning – Angela

## Afleveringen
| Nr. | Aflevering | Titel            | Regisseur      | Schrijver(s)         | Selectie gastrollen | Uitzenddatum  |  |
| --- | ---------- | ---------------- | -------------- | -------------------- | --- | ------------- |  |
| 46 | 1          | Flaw             | Mat King       | Nicholas Hicks-Beach | Nikesh Patel – Tom Jenny Rainsford – Beth Eric Kofi-Abrefa – Kris Akron Nicholas Blane – Oswald Spear Tracy Brabin – Lindsay Bernstein Peter Barrett – Dale Horgan              | 12 maart 2014 |  |
| Deze aflevering is gebaseerd op Refuge (deel 1 + 2). Wanneer een politieachtervolging eindigt doordat de auto botst met een vrachtwagen waarbij de chauffeur overlijdt, gaan Brooks en zijn nieuwe collega Hawkins op onderzoek uit. Als zij de auto onderzoeken vinden zij in de kofferbak nog een dood lichaam, zonder tanden en handen. Na onderzoek kunnen zij het laatste lichaam identificeren, het betreft juwelier Harry Bernstein. Hij heeft een zuster die deelneemt aan de jury in de rechtszaak tegen Dale Horgan, een drugsdealer en moordenaar waar Brooks in het verleden ook jacht op heeft gemaakt. De zus, Rebecca Richmond, kreeg kort geleden een doos met daarin de handen van haar broer samen met een briefje waarop stond Niet Schuldig. De advocaat van Horgan wil dat de rechtszaak tegen haar cliënt stopt nu bekend is dat de jury beïnvloed is, de rechter gaar hierin mee en stuurt de jury naar huis. De rechtszaak gaat echter wel door met alleen de rechter die de vonnis uit zal spreken. Als de rechtszaak klaar is spreekt de rechter zijn vonnis uit, niet schuldig door gebrek aan bewijs. Hawkins vindt dan echter een getuige dat de moord op Bernstein heeft gezien, de getuige is echter doodsbang maar de rechercheurs kunnen hem overtuigen om zijn verhaal te doen. Dankzij hem kunnen zij de dader arresteren voor de moord, tijdens zijn ondervraging verklaart hij dat hij in opdracht van Horgan heeft gehandeld. Door deze verklaring kan Brooks Horgan arresteren en klaagt hem aan voor samenzwering tot moord en beïnvloeding van de juryrechtspraak. |            |                  |                |                      | |               |  |
| 47 | 2          | Safe from Harm   | Mat King       | Tom Grieves          | Mark Frost – dr. Philip Gardner Hattie Morahan – Alison Gardner Jude White – Riley Gardner Holly Earl – Lisa Gardner Clive Hayward – Jonathan Shale                             | 19 maart 2014 |  |
| Deze aflevering is gebaseerd op Betrayal. Wanneer psychiater dr. Philip Gardner wordt vermoord door messteken gaan Brooks en Hawkins op onderzoek uit. Het blijkt dat de dokter veel gewelddadige patiënten behandelde, hieruit denken zij dat zij de dader tussen de patiënten moeten zoeken. Verder onderzoek wijst uit dat de dokter waarschijnlijk een verhouding had met zijn patiënte Clare, nu vermoeden zij dat Alison, de vrouw van de dokter, wel de dader zou kunnen zijn. Eerst ontkent zij alle betrokkenheid in de moord, maar als er meer bewijs wordt gevonden tegen haar, verandert zij haar verhaal en beweert dat zij niet wist wat zij deed en geen controle meer had over haar mentale gesteldheid toen zij hem neerstak. Zij blijft zo overtuigend bij haar verhaal dat Barker begint te twijfelen of zij wel berecht moet worden. Thorne wil hier echter niets van weten en is overtuigd van haar schuld. Tijdens de rechtszaak wordt duidelijk dat Alison haar man leerde kennen toen zij als tiener een psychiater nodig had, dat was dus dr. Gardner. Ook wordt duidelijk dat Clare een andere rol speelde in het leven van de dokter, in plaats van zijn vriendin te zijn. |            |                  |                |                      | |               |  |
| 48 | 3          | I Predict A Riot | Mat King       | Richard Stokes       | Craige Els – Dave Simmons Lovelace Akpojaro – Frank Pasha Bocarie – agent rivierpolitie Annabel Mullion – Eleanor Ellen Thomas – Rebecca Houghton Ralph Brown – Darren Grady    | 26 maart 2014 |  |
| Deze aflevering is gebaseerd op Ramparts. Wanneer een lichaam van een man op de bodem van de Theems gevonden wordt gaan Brooks en Hawkins op onderzoek uit. Na onderzoek wordt duidelijk wie de man was, hij was Taylor Kane en werkte als undercover politieagent en werd vermist na de rellen in 1985. Tijdens hun verdere onderzoek willen zij zijn collega's ondervragen waarmee hij in 1985 tijdens de rellen mee samenwerkte, deze willen liever hier niet over hebben vanwege pijnlijke herinneringen. Als dan het wapen wordt gevonden waarmee Kane werd vermoord kan deze in connectie worden gebracht met de racistische politieagent Darren Grady. Grady wordt voor het gerecht gebracht en Barker en Thorne komen al snel in een verhitte rechtszaak waar de beschuldigingen over en weer vliegen. De rechercheurs duiken dan nog dieper in de zaak en net voordat zij het willen opgeven krijgen zij onverwachts hulp van Nikki, de zus van Kane. Nu moeten de rechercheurs en de aanklagers wel een kant kiezen wat betreft vriendschap en loyaliteit. |            |                  |                |                      | |               |  |
| 49 | 4          | Pride            | Mat King       | Matt Evans           | Laura Rogers – Sally Lester Alexander Aze – Ethan Lester Roxy Sternberg – Alice Edwards Matt Slack – Rob Hebden Martin Jarvis – Eddie Stewart Harriet Walter – Natalie Chandler | 2 april 2014  |  |
| Deze aflevering is gebaseerd op Identity. Brooks en Hawkins zijn op jacht naar de moordenaar van Neil Lester, een op het eerste gezicht een onschuldige, familieman. Het onderzoek leidt hen naar ex-inspecteur Natalie Chandler, een oude bazin van Brooks. De vader van Natalie, Eddie Stewart, is nu in de zeventig en is hun belangrijkste verdachte, Brooks heeft nu de zware taak om dit tegen zijn oude bazin te vertellen. Niemand begrijpt wat de motieven kan zijn van Stewart, ook zijn dochter Chandler niet. Barker en Thorne begrijpen dat dit een gevoelige rechtszaak kan worden maar kunnen helaas geen uitzondering maken voor hem, alleen als hij meewerkt voor een strafregeling kunnen zij wel iets regelen. Chandler smeekt Brooks om de waarheid boven tafel te krijgen over wie de echte dader is, zijn zoektocht wekt veel woede op bij zijn baas Leyton. Brooks ontdekt dat Lester de identiteit overnam van Stewart om zo een hypotheek te kunnen krijgen, en dat Stewart hierachter is gekomen. Stewart zocht toen Lester op voor een confrontatie, nu moet uitgezocht worden of deze confrontatie naar de moord leidde. |            |                  |                |                      | |               |  |
| 50 | 5          | Customs          | Joss Agnew     | Jamie Crichton       | Akin Gazi – dr. Yafeu Elsayed Dhaffer L'Abidine – Tariq Mahmoud Hara Yannas – Safia Mahmoud Ofrrie Haddi – Laila Mahmoud Gregory Floy – rechter Maisden                         | 9 april 2014  |  |
| Deze aflevering is gebaseerd op Ritual. Wanneer het dode lichaam van de oudere vrouw Ranya Habib wordt gevonden, op een plek waar meerdere zelfmoorden worden gepleegd, gaan Brooks en Hawkins op onderzoek uit. Brooks vindt al snel bewijzen dat Habib geen zelfmoord heeft gepleegd en de verdenkingen gaan uit naar dr. Yafeu Elsayed, pas aangekomen in Engeland om Habib te bezoeken. De rechercheurs vragen zich af of er misschien terrorisme in het spel is, maar kunnen hiervoor geen bewijzen vinden. Dan gaat hun aandacht uit naar de familie van Habib, in het bijzonder haar zoon Tariq en zijn vrouw Safia. Als de rechercheurs dan een bekentenis krijgen van de moord zwijgt de dader, tot frustratie van Hawkins, in alle talen over het motief. Wanneer dan een schokkend feit aan het licht komt gaat Hawkins samen met Barker verder met de zaak. Hierdoor zet Barker wel haar carrière op het spel als zij zonder Thorne zelf de rechtszaak voortzet. |            |                  |                |                      | |               |  |
| 51 | 6          | Bad Romance      | Joss Agnew     | Louise Ironside      | Lucy Boynton – Georgia Hutton Emma Campbell-Jones – Camille Hutton James Wilby – Charles Hutton Nimmy March – dr. Elizabeth Rawls Karen Archer – O'Neill                        | 16 april 2014 |  |
| Deze aflevering is gebaseerd op Denial. Wanneer een hotelkamer vol met bloedsporen wordt aangetroffen gaan Brooks en Hawkins op onderzoek uit. Tijdens hun onderzoek ontdekken zij dat uit de hotelkamer ook een creditcard is gestolen, dit leidt hen naar Charles Hutton. Hutton is een welgesteld lid van de hogere klasse die zijn vrouw Camille en dochter Georgia aanbid. Na een flink onderzoek in de hotelkamer wordt duidelijk wat hier heeft afgespeeld, de rechercheurs denken nu genoeg bewijzen te hebben om ervan uit te gaan dat Georgia in de hotelkamer is bevallen van een baby. Zij kunnen echter de baby nergens vinden, dit maakt het Barker en Thorne moeilijk om een zaak tegen Georgia en haar vriend te beginnen. In de rechtszaak stapelen echter de bewijzen op tegen Georgia, nu is de vraag hoever haar vader zal gaan om haar te beschermen. |            |                  |                |                      | |               |  |
| 52 | 7          | Hard Stop        | Jill Robertson | Noel Farragher       | Mark Bonnar – Glendon Elinor Crawley – Abby Glendon Bradley Hall – Adam Glendon Julia Hills – Hayley Ashburton John Rowe – rechter Silverton                                    | 23 april 2014 |  |
| Deze aflevering is gebaseerd op Criminal Law. Wanneer een aantal mensen worden doodgeschoten moeten Brooks, Hawkins en Leyton een strijd aangaan tegen de tijd om zo snel mogelijk de dader te vinden, dit voordat hij nog meerdere mensen doodschiet. Het volgende slachtoffer is waarschijnlijk Henry Sharpe, hoofd van het openbaar ministerie. Maar de rechercheurs kunnen dan een connectie vinden en komen uit bij, Mark Glendon, die in de gevangenis zit voor moord op zijn vrouw vier jaar geleden. Glendon krijgt een kans om bij een nieuwe rechtszaak zijn onschuld te bewijzen, en aangezien de slachtoffers van de laatste schietpartijen getuigen waren van de moord door Glendon wordt het moeilijk voor Thorne om hem weer schuldig te laten verklaren. De rechercheurs hebben nu de moeilijke taak om bewijzen te vinden van de betrokkenheid van Glendon met de laatste moorden. Nu de nieuwe rechtszaak is begonnen tegen Glendon voor de moord op zijn vrouw, begint de race tegen de klok om de moordenaar te vinden van de getuigen voordat de jury uitspraak doet. |            |                  |                |                      | |               |  |
| 53 | 8          | Repeat to Fade   | Jill Robertson | Richard Stokes       | Kasey Mckellar – Bobbi Washington Nicholas Blane – Oswald Spear Adelayo Adedayo – Kayla Adjoa Andoh – Lilly Michael Culkin – Lockwood Colin Salmon – Doug Greer                 | 11 juni 2014  |  |
| Deze aflevering is gebaseerd op Marathon. Wanneer een onschuldige moeder doodgestoken wordt op een drukke markt gaan Brooks en Hawkins, geëmotioneerd door de dood van een collega, op onderzoek uit. Onder zware druk vanuit de bevolking hebben zij moeite om genoeg bewijzen te verzamelen tegen tiener Bobbi Washington die zij verdenken. Eerst bekent Washington de moord tegen Brooks, maar ontkent later weer bij iemand anders. Dan wordt er getwijfeld aan de eerlijkheid van Brooks, en komt zijn carrière op het spel te staan. |            |                  |                |                      | |               |  |